# Смотр Олександр Антонійович
Олекса́ндр Анто́нійович Смотр (нар. 21 лютого 1960, місто Здолбунів Рівненської області) — український діяч, голова Чернівецької обласної ради (2002—2005 рр.).

## Життєпис
У 1982 році закінчив Український інститут інженерів водного господарства за спеціальністю гідромеліорація.
У січні 2000 — травні 2002 року — голова Кельменецької районної державної адміністрації Чернівецької області.
У квітні — серпні 2002 року — заступник голови Чернівецької обласної ради.
29 серпня 2002 — 16 червня 2005 року — голова Чернівецької обласної ради. Член Партії регіонів.
Потім — директор Чернівецької філії ЗАТ Української страхової компанії «Княжа».